# Delectosaurus
Delectosaurus è un genere estinto di terapsidi, appartenente ai dicinodonti. Visse nel Permiano superiore (circa 259 - 253 milioni di anni fa) e i suoi resti fossili sono stati ritrovati in Russia.

## Descrizione
Questo animale doveva essere piuttosto simile al ben noto Dicynodon, e come quest'ultimo doveva possedere un corpo a forma di botte sorretto da quattro brevi e forti arti. Delectosaurus possedeva due zanne caniniformi nella mascella superiore, precedute da un grosso becco simile a quello di una tartaruga. Le dimensioni erano ridotte: non doveva superare di molto il mezzo metro di lunghezza. Si distingueva da Dicynodon per la presenza di una fossa flocculare e per la vacuità interpterigoidea piuttosto corta. La barra intertemporale era stretta, con una notevole sovrapposizione tra parietale e postorbitale, ma vi era una stretta esposizione del parietale per tutta la lunghezza della barra. La premascella era corta e il becco era debolmente uncinato, di forma triangolare in vista ventrale; il margine palatale era dotato di deboli insenature appena prima del processo caniniforme.

## Classificazione
Delectosaurus era un rappresentante derivato dei dicinodonti, un gruppo di terapsidi molto diffuso tra il Permiano e il Triassico. In particolare, all'interno del clade Pristerodontia, Delectosaurus era più strettamente imparentato con Dicynodon, Lystrosaurus e Kannemeyeria che con Geikia e Oudenodon. 
Delectosaurus venne descritto per la prima volta nel 2001 da Kurkin, sulla base di resti fossili ritrovati nella zona di Voskresenskoe (Nizhni Novgorod, Russia europea); la specie tipo è Delectosaurus arefjevi. Un'altra specie, D. berezhanensis, è stata descritta sempre da Kurkin nel 2001 sulla base di fossili ritrovati nei pressi di Berezhane (Kirov, Russia) in terreni più o meno coevi. Le due specie si distinguono principalmente per la forma dei parietali.